# Maciej Lampe
Maciej Bolesław Lampe (Łódź, Polonia, 5 de febrero de 1985) es un exjugador de baloncesto polaco retirado en el año 2021. Mide 2,11 metros de altura y jugaba habitualmente en la posición de ala-pívot. Tiene también la nacionalidad sueca tras haber vivido desde pequeño en Estocolmo.

## Trayectoria deportiva

### Primeros años
Lampe llegó a España en 2001, para fichar por el Real Madrid, jugando en el equipo filial su primer año en la Liga EBA, promediando 17,4 puntos y 9,7 rebotes por partido. Además, jugó con el primer equipo en 6 partidos. Al año siguiente fue cedido al equipo de la Universidad Complutense de la liga LEB Oro para que dispusiera de más minutos. Allí promedió 18,6 puntos por partido, en los 17 partidos que disputó, alternando sus actuaciones con las que hizo con el Real Madrid en la Euroliga.

### NBA
Fue elegido en la trigésima posición de la segunda ronda del Draft de la NBA de 2003 por New York Knicks. Participó en la liga de verano Rocky Mountain Revue, donde fue elegido en el mejor quinteto de la misma, tras promediar 17,2 puntos y 7,0 rebotes por partido. Tras perderse los primeros 30 partidos por lesión, fue traspasado a Phoenix Suns el 5 de enero de 2004, donde se convertiría en el jugador más joven de la historia del equipo en jugar con los Suns, con 18 años.
En enero de 2005 fue traspasado junto con Casey Jacobsen y Jackson Vroman a New Orleans Hornets a cambio de Jim Jackson y una segunda ronda del draft de 2005. Allí jugó 21 partidos, promediando 3,4 puntos y 2,7 rebotes por partido.
En febrero de 2006 fue traspasado a Houston Rockets a cambio del base Moochie Norris. En los Rockets únicamente juega 4 partidos, promediando 1,0 puntos por noche.

### Regreso a Europa
En 2006 ficha por el Dynamo San Petersburgo, equipo que se declara en bancarrota un día antes de comenzar la competición, por lo que Lampe acepta la oferta del Khimki BC, equipo con el que gana la Copa de Rusia batiendo al CSKA Moscú en la final.
En julio de 2009 firma un contrato con el Maccabi Tel Aviv. De allí fichó por Unics Kazán en 2009, para posteriormente regresar en 2011 a España, al Caja Laboral Baskonia.
En agosto de 2013 firma por el FC Barcelona por dos temporadas con opción a otra.

### Asia
En 2016 se marcharía a Asia, continente en el que jugaría las siguientes cuatro temporadas. Las tres primeras en China con Shenzhen Leopards (2016-2017), Qingdao Eagles (2017-2018), Jilin Northeast Tigers (2018-2019) y la última temporada en Bahrain con Al-Manama (2019-2020).

### Polonia
El 30 de diciembre de 2020, regresa a su país para jugar en el Wilki Morskie Szczecin de la Polska Liga Koszykówki polaca.

### Francia
El 12 de abril de 2021, firma por el CSP Limoges de la Pro A, la primera categoría del baloncesto francés.

## Estadísticas de su carrera en la NBA
| Temporada | Edad | Equipo                     | Liga | P  | TIT | MIN  | TC  | TCA | %TC  | 3P  | 3PA | %3P  | TL  | TLA | %TL  | R.OF. | R.DEF. | REB | ASIS | ROB | TAP | PER | FP  | PTS |
| 2003-04   | 18   | Phoenix Suns               | NBA  | 21 | 0   | 10.7 | 2.0 | 4.2 | .489 | 0.0 | 0.2 | .000 | 0.5 | 0.6 | .769 | 0.4   | 1.7    | 2.1 | 0.4  | 0.1 | 0.1 | 0.7 | 1.3 | 4.6 |
| 2004-05   | 19   | TOTAL                      | NBA  | 37 | 0   | 10.3 | 1.3 | 3.6 | .371 | 0.1 | 0.1 | .500 | 0.4 | 0.6 | .682 | 0.6   | 1.8    | 2.4 | 0.3  | 0.1 | 0.2 | 0.5 | 1.4 | 3.1 |
| 2004-05   | 19   | Phoenix Suns               | NBA  | 16 | 0   | 7.4  | 1.1 | 3.1 | .347 | 0.1 | 0.2 | .667 | 0.5 | 0.8 | .667 | 0.6   | 1.4    | 2.0 | 0.1  | 0.1 | 0.1 | 0.6 | 1.3 | 2.8 |
| 2004-05   | 19   | New Orleans Hornets        | NBA  | 21 | 0   | 12.4 | 1.5 | 4.0 | .386 | 0.0 | 0.0 | .000 | 0.3 | 0.5 | .700 | 0.7   | 2.0    | 2.7 | 0.5  | 0.2 | 0.2 | 0.3 | 1.5 | 3.4 |
| 2005-06   | 20   | TOTAL                      | NBA  | 6  | 0   | 4.7  | 0.3 | 1.8 | .182 | 0.0 | 0.0 |      | 0.0 | 0.3 | .000 | 0.7   | 0.8    | 1.5 | 0.3  | 0.0 | 0.0 | 0.5 | 0.3 | 0.7 |
| 2005-06   | 20   | N.Orleans/O.K.City Hornets | NBA  | 2  | 0   | 8.0  | 0.0 | 2.0 | .000 | 0.0 | 0.0 |      | 0.0 | 0.0 |      | 0.5   | 1.5    | 2.0 | 1.0  | 0.0 | 0.0 | 0.5 | 1.0 | 0.0 |
| 2005-06   | 20   | Houston Rockets            | NBA  | 4  | 0   | 3.0  | 0.5 | 1.8 | .286 | 0.0 | 0.0 |      | 0.0 | 0.5 | .000 | 0.8   | 0.5    | 1.3 | 0.0  | 0.0 | 0.0 | 0.5 | 0.0 | 1.0 |
| Total     |      |                            | NBA  | 64 | 0   | 9.9  | 1.5 | 3.6 | .407 | 0.0 | 0.1 | .250 | 0.4 | 0.6 | .676 | 0.6   | 1.6    | 2.2 | 0.3  | 0.1 | 0.2 | 0.5 | 1.3 | 3.4 |